# جينادي شاتكوف
جينادي شاتكوف (بالروسية: Шатков, Геннадий Иванович)‏ (27 مايو 1932 – 14 يناير 2009) هو ملاكم من الاتحاد السوفيتي راحل، مثّل بلاده في الألعاب الأولمبية الصيفية 1956.

## روابط خارجية
جينادي شاتكوف على موقع أوليمبيديا (الإنجليزية)